# Puerto Lempira
Puerto Lempira est une municipalité du Honduras, située dans le département de Gracias a Dios, à l'extrême est du Honduras, à la frontière du Nicaragua, sur la Côte des Mosquitos (Mosquitia), partie nord de la région mosquito (anciennement Nación Misquita (es)), près de la Réserve de la biosphère Río Plátano.
Fondée en 1957, la municipalité de Puerto Lempira comprend 31 villages et 178 hameaux.
Elle porte également le nom de Auya Yari (Grande Plage).
La municipalité est desservie par un aéroport régional, l'aéroport de Puerto Lempira.

## Crédit d'auteurs
- (en) Cet article est partiellement ou en totalité issu de l’article de Wikipédia en anglais intitulé « Puerto Lempira » (voir la liste des auteurs).